# Caudan Waterfront

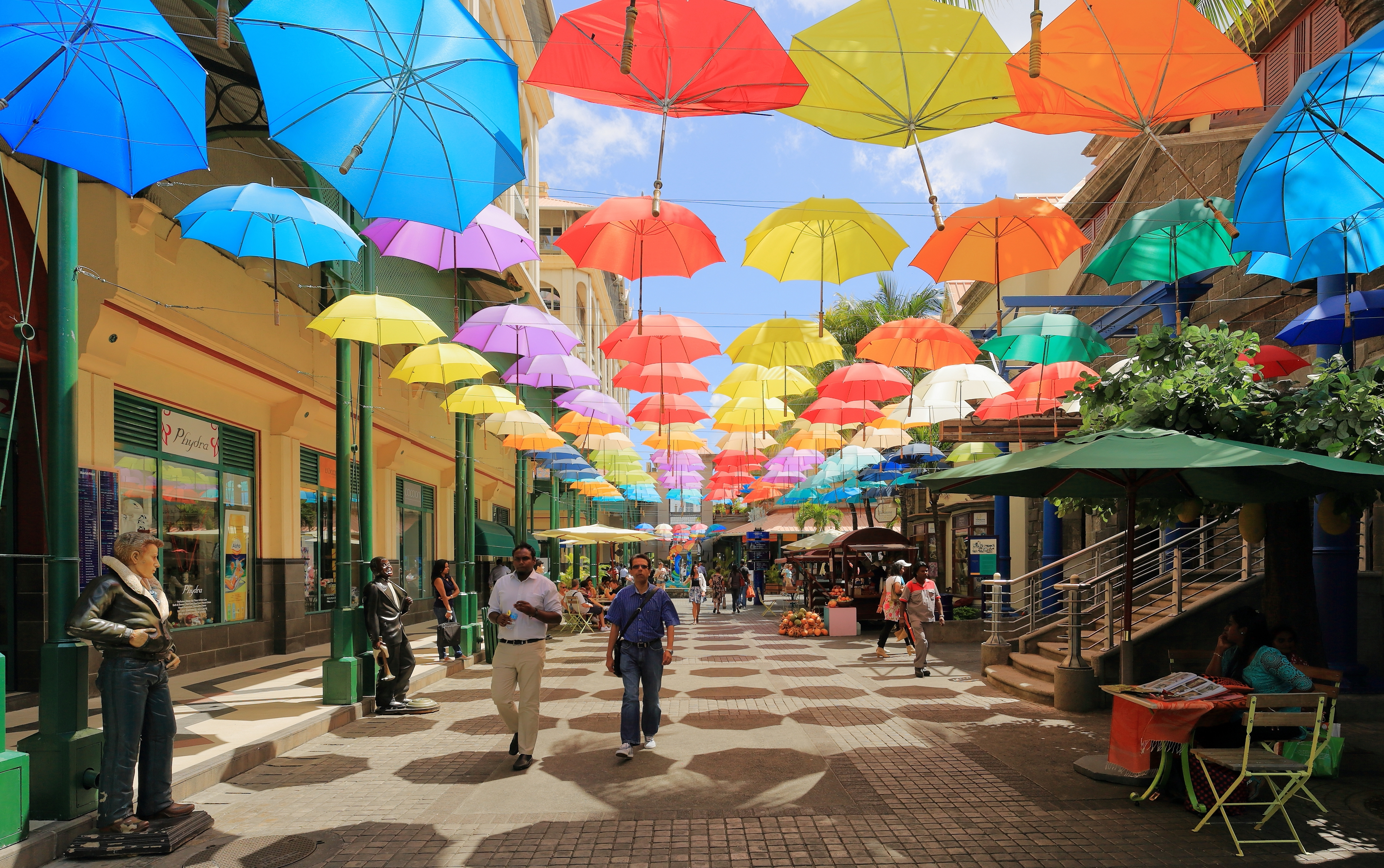
Parapluies colorés dans une allée commerciale du Caudan Waterfront.

Le Caudan Waterfront est la marina de Port-Louis, la capitale mauricienne.

## Présentation
De construction récente, il s'agit de l'une des attractions touristiques majeures de la ville. On y trouve de nombreux commerces et magasins de souvenirs à l'occidentale qui manquaient avant sa construction. On y trouve également plusieurs boutiques, restaurants et hôtels, parmi lesquels Le Labourdonnais est le plus prestigieux. Il accueille aussi le siège de la société Ireland Blyth Limited, la quatrième plus grosse entreprise de l'île Maurice en 2003, et le Blue Penny Museum ouvert en 2001.
Il a été baptisé en hommage a Jean Dominique Michel de Caudan, venu à l'ancienne Isle de France de son Languedoc natal. Saunier de métier, il créa une saline près d'une anse au sud-ouest de Port-Louis, en 1726. Cet espace est connu actuellement comme le Jardin Robert Edward Hart, situé sur la route d'entrée au Caudan Waterfront. Il fut inauguré le 25 novembre 1996. Des quelque 150 années de transit de millions de sacs de sucre arrivés par bateau, par train ou par camion, halés par d'innombrables bras, il reste quelques vieux murs qui témoignent du passé.
La présence au cours de l'Histoire de l'île, de nombreux Bretons, invitent à penser que les noms de « Port-Louis » et de « Caudan » sont en lien direct avec la Compagnie des Indes, fondée en 1666 à Lorient en Bretagne par Louis XIV, sur le territoire du Port-Louis qui fait face à Groix et verrouille la rade formée par le Scorff et le Blavet. L'arsenal de la Compagnie des Indes s'est étendu sur la commune de Caudan.